# María Magdalena (serie de televisión)
María Magdalena es una serie de televisión bíblica mexicana producida por Dopamine y Sony Pictures Television para TV Azteca. Es un drama bíblico basado en la vida de María Magdalena, está escrita por Lina Uribe, Darío Vanegas y Jaqueline Vargas, y tiene la producción ejecutiva de Daniel Ucros y Juan Pablo Posada. Está protagonizada por los colombianos María Fernanda Yepes como el personaje titular y Manolo Cardona como Jesús.
Se estrenó inicialmente en Panamá el 15 de octubre de 2018 en TVN, y concluyó el 1 de febrero de 2019. El 18 de febrero de 2019 se estrenó en México a través de Azteca 7 en el horario de las 21:30 horas de lunes a jueves, pero tras sus bajos datos de audiencia fue movida a los pocos días al horario nocturno 22:30 horas de lunes a jueves pero aún los datos de audiencia no mejoraron para la televisora. El 21 de marzo de 2019, TV Azteca optó por emitir el último episodio al aire, correspondiente al episodio 20, dejando la producción sin concluir de emitirse por el momento. Un mes después de que salió del aire en México, Netflix anuncia la adquisición de la producción para estrenarse y por streaming, estando disponible desde el 19 de abril de 2019.

## Reparto

### Reparto principal
- María Fernanda Yepes como María Magdalena
- Manolo Cardona como Jesús[10]
- Andrés Parra como Simón Pedro[4]
- Luis Roberto Guzmán como Cayo Valerio
- Diana Lein como Herodías
- César Mora como Herodes Antipas
- Francisco Vázquez como Barrabás
- Alejandro de Marino como Lázaro de Betania
- Gustavo Sánchez Parra como Cusas
- Jacqueline Arenal como María
- Claudio Cataño como Ur
- Andrés Suárez como Emilio
- Danielle Arciniegas como Salomé
- Juan Fernando Sánchez como Yair
- Juana Arboleda como Juana
- Juan Manuel Lenis como Andrés el Apóstol
- Vicente Peña como Mateo
- Alejandro Buitrago como Santiago
- Maia Landaburu como Rebeca
- Luis Miguel González como Juan Evangelista
- María Teresa Barreto como Abigail
- Anderson Balsero como Bartolomé el Apóstol

### Reparto recurrente
- Laura González como Joven ciega
- Christian Tappan como Juan el Bautista
- Susana Torres como Claudia Prócula
- Juan Sebastián Calero como Judas Iscariote
- Juan Carlos Vargas como Caifas
- Kepa Amuchastegui como Tiberio
- Carlos Manuel Vesga como Umit
- Lucho Velasco como Poncio Pilato
- Andrés Sandoval como Dimas
- Julio Sánchez Cóccaro como Anás
- Álvaro García Trujillo como José de Arimatea
- Gerardo Calero como Padre de Magdalena
- Juan Pablo Franco como Fariseo

## Producción
La producción de María Magdalena se confirmó e inició el 30 de enero de 2018, y se confirmaron 60 episodios para la primera temporada. María Magdalena es el primer proyecto de Dopamine: una productora mexicana propiedad de Grupo Salinas orientada para generar contenidos universales de alto valor, con estrategias de producción y coproducción, para mercados internacionales y plataformas de streaming.

## Emisión en México

### Audiencia
| Temporada | Episodios | Primera emisión       | Primera emisión      | Última emisión      | Última emisión       | Prom. de espectadores (millones) |
| Temporada | Episodios | Fecha                 | Audiencia (millones) | Fecha               | Audiencia (millones) | Prom. de espectadores (millones) |
| --------- | --------- | --------------------- | -------------------- | ------------------- | -------------------- | -------------------------------- |
| 1         | 20        | 18 de febrero de 2019 | 1.1                  | 21 de marzo de 2019 | 0.78                 | —                                |
| 2         | 15        | 17 de marzo de 2020   | 0.54                 | 9 de abril de 2020  | 0.86                 | —                                |

### Episodios
| Temporada | Temporada | Episodios | Episodios | Emisión original      | Emisión original    |
| Temporada | Temporada | Episodios | Episodios | Primera emisión       | Última emisión      |
| --------- | --------- | --------- | --------- | --------------------- | ------------------- |
|           | 1         | 20        | 20        | 18 de febrero de 2019 | 21 de marzo de 2019 |
|           | 2         | 15        | 15        | 17 de marzo de 2020   | 9 de abril de 2020  |

#### Primera temporada
| N.º | Título        | Fecha de emisión original | Audiencia (millones) |
| --- | ------------- | ------------------------- | -------------------- |
| 1 | «Capítulo 1»  | 18 de febrero de 2019     | 1.1                  |
| El padre de María Magdalena propone que su hija se case con un joven judío, pero ella se niega y lucha contra la tradición.                                                |               |                           |                      |
| 2 | «Capítulo 2»  | 19 de febrero de 2019     | 1.0                  |
| María quiere justicia por lo ocurrido a su padre. Jesús, un hombre que demuestra gran compasión, hace todo lo posible por predicar la palabra de Dios.                     |               |                           |                      |
| 3 | «Capítulo 3»  | 20 de febrero de 2019     | 0.94                 |
| En el desierto, Jesús se encuentra con una figura siniestra que pone a prueba su fe. María idea un plan peligroso para dejar a Ur con la ayuda de un general romano.       |               |                           |                      |
| 4 | «Capítulo 4»  | 21 de febrero de 2019     | 0.81                 |
| En el palacio del rey Herodes, en Tiberíades, los romanos exigen que los pobres paguen los impuestos robados. El general romano Valerio tiene cautiva a María.             |               |                           |                      |
| 5 | «Capítulo 5»  | 25 de febrero de 2019     | 0.82                 |
| Mientras los judíos festejan, los romanos siguen de cerca el rastro de los ladrones. Herodías detecta una amenaza, y la relación entre María y Valerio va cambiando.       |               |                           |                      |
| 6 | «Capítulo 6»  | 26 de febrero de 2019     | 0.84                 |
| Los romanos aprisionan a Samuel. Mientras tanto, Simón cuestiona la identidad de Jesús, y Lázaro insiste en buscar a María, su prima.                                      |               |                           |                      |
| 7 | «Capítulo 7»  | 27 de febrero de 2019     | 0.70                 |
| Las órdenes de Valerio no son bien recibidas. María se deja llevar por sus emociones, y eso afecta sus tareas. Un grupo de pescadores analiza una oferta de Jesús.         |               |                           |                      |
| 8 | «Capítulo 8»  | 28 de febrero de 2019     | 0.71                 |
| El informante del rey Herodes llega al palacio en un momento de gran tensión entre María y Valerio. El plan de la reina para casar a su hija empieza a cobrar vida.        |               |                           |                      |
| 9 | «Capítulo 9»  | 4 de marzo de 2019        | 0.65                 |
| El rey Herodes se arriesga con la princesa Salomé. Un espectáculo aterrador causa revuelo en el mercado.                                                                   |               |                           |                      |
| 10 | «Capítulo 10» | 5 de marzo de 2019        | 0.73                 |
| La princesa Salomé trata de evitar a su tío, mientras que María busca la manera de acompañar a Valerio en su viaje. Jesús conoce a un hombre poseído.                      |               |                           |                      |
| 11 | «Capítulo 11» | 6 de marzo de 2019        | 0.83                 |
| El rey Herodes intenta mantener las apariencias frente a los romanos. Ur recibe ayuda de una visita inesperada. Los sentimientos de Valerio por María son evidentes.       |               |                           |                      |
| 12 | «Capítulo 12» | 7 de marzo de 2019        | 0.72                 |
| Las extraordinarias acciones de Jesús inspiran alabanzas. Ya en Jezreel, María deberá superar varios obstáculos para ver a Lázaro.                                         |               |                           |                      |
| 13 | «Capítulo 13» | 11 de marzo de 2019       | 0.90                 |
| El nefasto plan de Barrabás sufre un revés y los judíos quieren enfrentar al rey Herodes. Mientras tanto, el Mesías revela su identidad, pero no todos le creen.           |               |                           |                      |
| 14 | «Capítulo 14» | 12 de marzo de 2019       | —                    |
| La princesa Salomé y Jair están un poco más cerca de ser libres. Lázaro descubre dónde está María, mientras que la joven lleva su relación con Valerio a un nuevo nivel.   |               |                           |                      |
| 15 | «Capítulo 15» | 13 de marzo de 2019       | —                    |
| Mientras crece el descontento de los judíos con los romanos, el rey Herodes intenta llegar a un acuerdo con su nuevo prisionero. Jesús trae calma después de una tormenta. |               |                           |                      |
| 16 | «Capítulo 16» | 14 de marzo de 2019       | 0.79                 |
| Ur despliega su ira cuando intenta recuperar su tierra y a su esposa violentamente. María responde al afecto de Valerio, para tristeza de Lázaro.                          |               |                           |                      |
| 17 | «Capítulo 17» | 18 de marzo de 2019       | 0.65                 |
| Lázaro se escabulle en el palacio, decidido a llevarse a María. Los soldados romanos buscan a Ur. El rey Herodes y Valerio comienzan a preocuparse por el Mesías.          |               |                           |                      |
| 18 | «Capítulo 18» | 19 de marzo de 2019       | 0.64                 |
| Una falla de seguridad pone a Lázaro y a Valerio frente a frente. Jesús demuestra sus poderes de sanación. Los antiguos sirvientes de Ur comienzan una nueva vida.         |               |                           |                      |
| 19 | «Capítulo 19» | 20 de marzo de 2019       | 0.61                 |
| La reina se entera del romance secreto de la princesa Salomé. Valerio envía a Lázaro a una misión donde encuentra a un viejo amigo.                                        |               |                           |                      |
| 20 | «Capítulo 20» | 21 de marzo de 2019       | 0.78                 |
| Un publicano llamado Mateo invita a Jesús a su hogar. Para salvar a Yair, Salomé le hace una propuesta a la reina. Juan el Bautista le pide un favor a Lázaro.             |               |                           |                      |

#### Segunda temporada
| N.º | Título | Fecha de emisión original | Audiencia (millones) |
| --- | --- | ------------------------- | -------------------- |
| 21 | «Magdalena no cree en la palabra de Jesús y lo único que quiere es morir. Jesús le pide una oportunidad para sanarla»           | 17 de marzo de 2020       | 0.54                 |
| María Magdalena se defiende de las calumnias de la gente por estar en un prostíbulo. Jesús decide regresar a Cafarnaúm para poder ayudar a María.                                          | |                           |                      |
| 22 | «María le agradece a Jesús por interceder en su salud. Jesús comparte el poder de sanación a sus apóstoles»                     | 18 de marzo de 2020       | 0.59                 |
| Valerio va en busca de María Magdalena. Jesús da las primeras enseñanzas para que sus discípulos puedan curar a la gente enferma. Valerio confirma la traición de Emilio.                  | |                           |                      |
| 23 | «¡Jesús le da su lugar a María Magdalena!, le cede la palabra en la sinagoga y respalda su forma de pensar»                     | 19 de marzo de 2020       | 0.71                 |
| Jesús valora todas las cualidades de María Magdalena, le pide ayuda para que le enseñe a sus apóstoles a leer y escribir.                                                                  | |                           |                      |
| 24 | «Los Fariseos presionan al Rey Herodes para que capture a Jesús y a todos sus apóstoles»                                        | 23 de marzo de 2020       | 0.71                 |
| Jesús es avisado que lo quieren capturar por entrometerse en los intereses del Rey, pero sobre todo con los Fariseos. Magdalena quiere recuperar las propiedades de su padre.              | |                           |                      |
| 25 | «Jesús y sus apóstoles sanan a un grupo de enfermos de lepra ¡Jesús camina sobre el mar y da una enseñanza de vida!»            | 24 de marzo de 2020       | 0.66                 |
| Jesús consuela a los enfermos con una lección de fe, ‘el amor es el camino a la sanación interna, solo hay que dejar la puerta abierta’.                                                   | |                           |                      |
| 26 | «Pedro le deja claro a María que no puede involucrarse en la vida de Jesús más que en el plano espiritual»                      | 25 de marzo de 2020       | 0.40                 |
| Judas pone a salvo a María Magdalena de su captura inminente. Jesús y sus apóstoles corren el riesgo de ser descubiertos por el ejército de Valerio. Salomé pierde la vida dando a luz.    | |                           |                      |
| 27 | «Barrabás y Emilio planean el secuestro de Claudia, la sobrina del Emperador. ¡La quieren intercambiar por la vida de Valerio!» | 26 de marzo de 2020       | 0.52                 |
| Emilio se une con Barrabás para acabar con la vida de Valerio. Jesús da una lección a Judas, ‘mentir es el reflejo de lo que tienes en el corazón’.                                        | |                           |                      |
| 28 | «¡María le declara su amor a Jesus! La mente y corazón de Jesús, están destinados sólo para Dios»                               | 30 de marzo de 2020       | —                    |
| María Magdalena ama a Jesús como una mujer ama a un hombre. Jesús rechaza la propuesta de amor, su amor interno está reservado para Dios. María decide alejarse de Jesús.                  | |                           |                      |
| 29 | «¡Magdalena es capturada por Valerio! El plan de Emilio y Barrabás se salió de control, la vida de María corre peligro»         | 31 de marzo de 2020       | 0.67                 |
| Barrabás traicionó a Emilio con el único objetivo de capturar a Claudia y poner en riesgo la vida de María. Jesús encuentra resistencia en Jerusalén, le pide a sus apóstoles dispersarse. | |                           |                      |
| 30 | «¡Jesús resucita a Lázaro! El pueblo confirma que Jesús es el gran Mesías»                                                      | 1 de abril de 2020        | 0.44                 |
| Lázaro es declarado muerto por las lesiones recibidas en el enfrentamiento con el ejército Romano; Jesús es solicitado para despedirlo pero le otorga el milagro de la resurrección.       | |                           |                      |
| 31 | «El Sanedrín confirma la resurrección de Lázaro y piden una audiencia con Jesús»                                                | 2 de abril de 2020        | 0.65                 |
| El Sanedrín envía a José para investigar la resurrección de Lázaro. José confirma el milagro y ratifica a Jesús como el gran Mesías.                                                       | |                           |                      |
| 32 | «Judas se deja manipular por los Fariseos; le piden que traicione a Jesús y declare en su contra»                               | 6 de abril de 2020        | 0.68                 |
| Los Fariseos le piden a Judas que entregue a Jesús, que declare en su contra. Jesús reúne a todos sus discípulos para llevar a cabo la última cena y el lavado de pies.                    | |                           |                      |
| 33 | «¡Jesús es traicionado por Judas! Los miembros del Sanedrín ordenan la capturar del Mesías para ser juzgado»                    | 7 de abril de 2020        | 0.85                 |
| Judas sella su traición con un beso. Jesús confirma que es el Mesías y es condenado a muerte, lo cual, Judas se arrepiente de entregar a Jesús, se niega a declarar en su contra.          | |                           |                      |
| 34 | «¡Jesús es crucificado! María Magdalena atestigua el sufrimiento y agonía de Jesús»                                             | 8 de abril de 2020        | 0.95                 |
| Jesús fue maltratado como el peor de los hombres. Los Fariseos insisten en acabar con la vida de todos los seguidores de Jesús.                                                            | |                           |                      |
| 35 | «¡Valerio entrega su vida por María Magdalena! María logra escapar de los romanos, se reencuentra con Jesús y sus apóstoles»    | 9 de abril de 2020        | 0.86                 |
| Jesús se reencuentra con todos sus apóstoles, les pide transmitir su mensaje a todo el mundo. Valerio pide morir dignamente por el Imperio Romano.                                         | |                           |                      |